# 吉尔伯敦 (阿拉巴马州)
吉尔伯敦（英文：Gilbertown），是美国阿拉巴马州下属的一座城市。面积约为0.78平方英里（约合2.02平方公里）。根据2010年美国人口普查，该市有人口215人，人口密度为275.99/平方英里（约合106.44/平方公里）。